# Luca Petillo
Luca Petillo (Roma, 24 giugno 1989) è un rugbista a 15 italiano, attivo nel ruolo di terza linea ala dei Lyons in TOP10.

## Biografia
Nato a Roma fu avviato all'attività rugbistica già a 5 anni nel CUS Roma passando per Primavera e S.S. Lazio fino rientrare nella rosa senior dei bianco-celesti.
Selezionato nell'Accademia Federale di Tirrenia diventa capitano della nazionale under-20 e a 19 anni si trasferisce a Prato sponda I Cavalieri. Durante le quattro stagioni in Toscana diventa un punto fermo della rosa tanto che nel 2010, anno dell'ingresso dei club italiani in Celtic League, venne selezionato dalla federazione come atleta d'interesse nazionale senza però rientrare mai nei progetti tecnici delle franchigie.
Nel 2013, in occasione della finale scudetto con Mogliano, viene escluso dalle convocazioni entrando così in conflitto con i tecnici De Rossi e Frati. Ormai messo fuori rosa a dicembre 2013 viene ingaggiato proprio da Mogliano con cui disputerà dieci partite in sei mesi e fare ritorno in Toscana. La stagione 2014-15 si rivela deludente e si conclude con la retrocessione e complici anche problemi finanziari della società, Petillo chiude la sua esperienza con la maglia di Prato.
Nel frattempo iniziati gli studi universitari in lettere si trasferisce in Inghilterra a Darlington in National One. Nelle due stagioni oltremanica salta agli onori della cronaca per i aver eseguito 38 placcaggi in una partita battendo il precedente record di 37 appartenente al francese Thierry Dusautoir.
Terminata l'esperienza in Inghilterra, nel 2017 si trasferisce in Olanda aggregandosi alla formazione di Ereklasse del Castricumse. Al termine della stagione si trasferisce in Francia in Fédérale 2 al Floriac.
A luglio 2019 torna in Italia, ingaggiato dalla neo-promossa in TOP12 Lyons.